# Abellerol gorjablau
L'abellerol gorjablau (Merops viridis) és una espècie d'ocell de la família dels meròpids (Meropidae), que habita boscos clars i ciutats des del sud de la Xina, cap al sud, a través de Tailàndia i Indoxina, fins a Malaia, Sumatra, Borneo i Java.
Fins fa poc, l'abellerol de les Filipines (Merops americanus) era considerat una subespècie de l'abellerol gorjablau, però actualment es considera una espècie de ple dret, arran recents treballs (Collar 2011b)